# Bazoumana Touré
Bazoumana Touré né le 2 mars 2006 en Côte d'Ivoire, est un footballeur ivoirien. Il évolue au poste d'ailier gauche au TSG Hoffenheim.

## Biographie

### En club
Né en Côte d'Ivoire, Bazoumana Touré commence le football dans l'académie locale de l'ASEC Mimosas. Il rejoint ensuite la Suède et le club du Hammarby IF le 4 mars 2024, peu de temps après son 18e anniversaire. Il signe un contrat de cinq ans.
Il joue son premier match pour Hammarby le 25 avril 2024 lors d'une rencontre d'Allsvenskan face à l'Halmstads BK. Il entre en jeu à la place de Jusef Erabi et son équipe est battue par deux buts à un.
Le 1er février 2025, Bazoumana Touré s'engage en faveur du 1899 Hoffenheim, pour un contrat courant jusqu'en juin 2029.

### En sélection
Bazoumana Touré représente l'équipe de Côte d'Ivoire des moins de 20 ans, jouant trois matchs en 2024.